# Bårse Sogn
Bårse Sogn er et sogn i Stege-Vordingborg Provsti (Roskilde Stift).
I 1623 blev Beldringe Sogn anneks til Bårse Sogn. Begge sogne hørte til Bårse Herred i Præstø Amt. Trods annekteringen dannede hvert sogn sin egen sognekommune. Bårse og Beldringe gik frivilligt ind i Bøgebjerg Kommune, som blev dannet i starten af 1960'erne. Den havde 1800 indbyggere i 1965. Det var for lidt, så den blev opløst ved kommunalreformen i 1970. Her blev Bårse og Beldringe så indlemmet i Præstø Kommune, der ved strukturreformen i 2007 indgik i Vordingborg Kommune.
I Bårse Sogn ligger Bårse Kirke.
I sognet findes følgende autoriserede stednavne:
- Broskov (bebyggelse, ejerlav)
- Bårse (bebyggelse, ejerlav)
- Bårse Nakke (bebyggelse)
- Bårse Nørreskov (bebyggelse)
- Bårse Præstemark (bebyggelse)
- Helmadkrog (bebyggelse)
- Melteskov (areal, bebyggelse)
- Nyskov (bebyggelse på grænsen til Hammer), også kaldet Hammer Nyskov, Hammer Nyskovhuse eller blot Nyskovhuse
- Risby (bebyggelse, ejerlav)
- Risby Skovhuse (bebyggelse)
- Runddelen (bebyggelse)
- Solbjerg (bebyggelse)
- Sølodderne (bebyggelse)
- Vesterskov (bebyggelse)